# Carin Bryggman

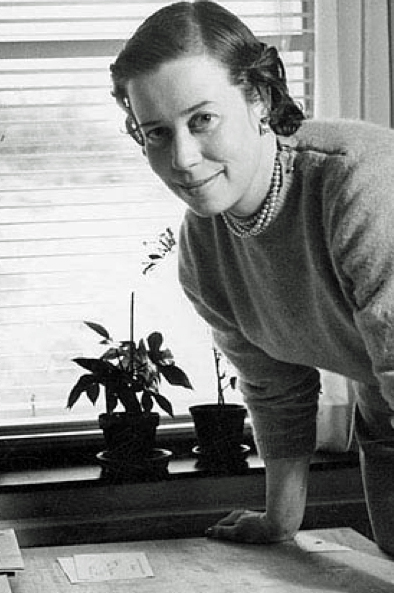
Carin Bryggman 1950

Carin Bryggman (* 5. April 1920 in Helsinki; † 7. April 1993 in Turku) war eine finnische Innenarchitektin und Möbeldesignerin.

## Leben
Sie war die Tochter der Krankenschwester Agda Grönberg (1892–1960) und des Architekten Erik Bryggman. Sie hatte zwei Brüder: Erik (*/† 1918) und Johan (1925–1994). Von 1940 bis 1944 studierte sie Architektur an der Central Industrial Arts School in Helsinki (später: University of Art and Design Helsinki) und arbeitete von 1945 bis 1948 für mehrere Stockholmer Architekturbüros. Nach ihrer Rückkehr nach Turku arbeitete sie zunächst im Architekturbüro ihres Vaters und gründete schließlich 1949 ihr eigenes Büro. Von 1952 bis 1961 war sie mit dem Innenarchitekten Uolevi Nuotio verheiratet. Während der Ehe führten sie ein gemeinsames Studio. Sie blieb bis in die 1990er Jahre beruflich aktiv und starb kurz nach ihrem 73. Geburtstag. Das Familiengrab befindet sich auf dem Friedhof von Turku, bei der Auferstehungskapelle.

## Werk
Carin Bryggman begann Ende der 1940er Jahre zusammen mit ihrem Vater an der Burg Turku zu arbeiten. Erik Bryggman war für die Architektur und Carin Bryggman für die Innenarchitektur zuständig. Sie war insgesamt über vierzig Jahre lang Innenarchitektin der Burg und entwarf auch passende Möbel, Vitrinen und Beleuchtungskörper. Spätere Innenausbauten an historisch bedeutsamen Stätten schuf sie für die Akademie zu Turku und die Residenz des Erzbischofs. In den frühen 1950er Jahren arbeitete sie zusammen mit ihrem Vater an einem Clubhaus und Wohnheim der Studentenvereinigung der Åbo Akademi.
In den 1960er Jahren gestaltete sie die Inneneinrichtung des Sibelius-Museums in Turku. Auch für das Business College der Åbo Akademi übernahm sie Innenausbauten. In den 1970er Jahren entwarf sie Möbel für den Weinkeller und die Sauna der finnischen Botschaft in Stockholm. Sie gestaltete Hotels, Restaurants, Cafés, Apotheken, Läden, Banken, Büros und Ausstellungen. Sie entwarf weiter Inneneinrichtungen und Möbel für Privatkunden.
Testamentarisch legte Carin Bryggman 1988 fest, dass ein Stipendienfonds mit dem Namen „Inredningsarkitekt Carin Bryggmans och professor Erik Bryggmans fond“ eingerichtet werden sollte. Studierende der Fachgebiete Architektur und Innenarchitektur erhalten in abwechselnden Jahren Stipendien. Der Fonds wird von der Finnischen Architektenvereinigung (SAFA) verwaltet. Die Empfänger werden von SAFA und dem Verband der finnischen Innenarchitekten (Sisustusarkkitehdit SIO) ausgewählt. Dem Regionalmuseum Turku hinterließ sie ihr Archiv. Laut der Projektliste war sie an mehr als 450 Projekten beteiligt.

Innenarchitektur, Möbel- und Leuchtendesign
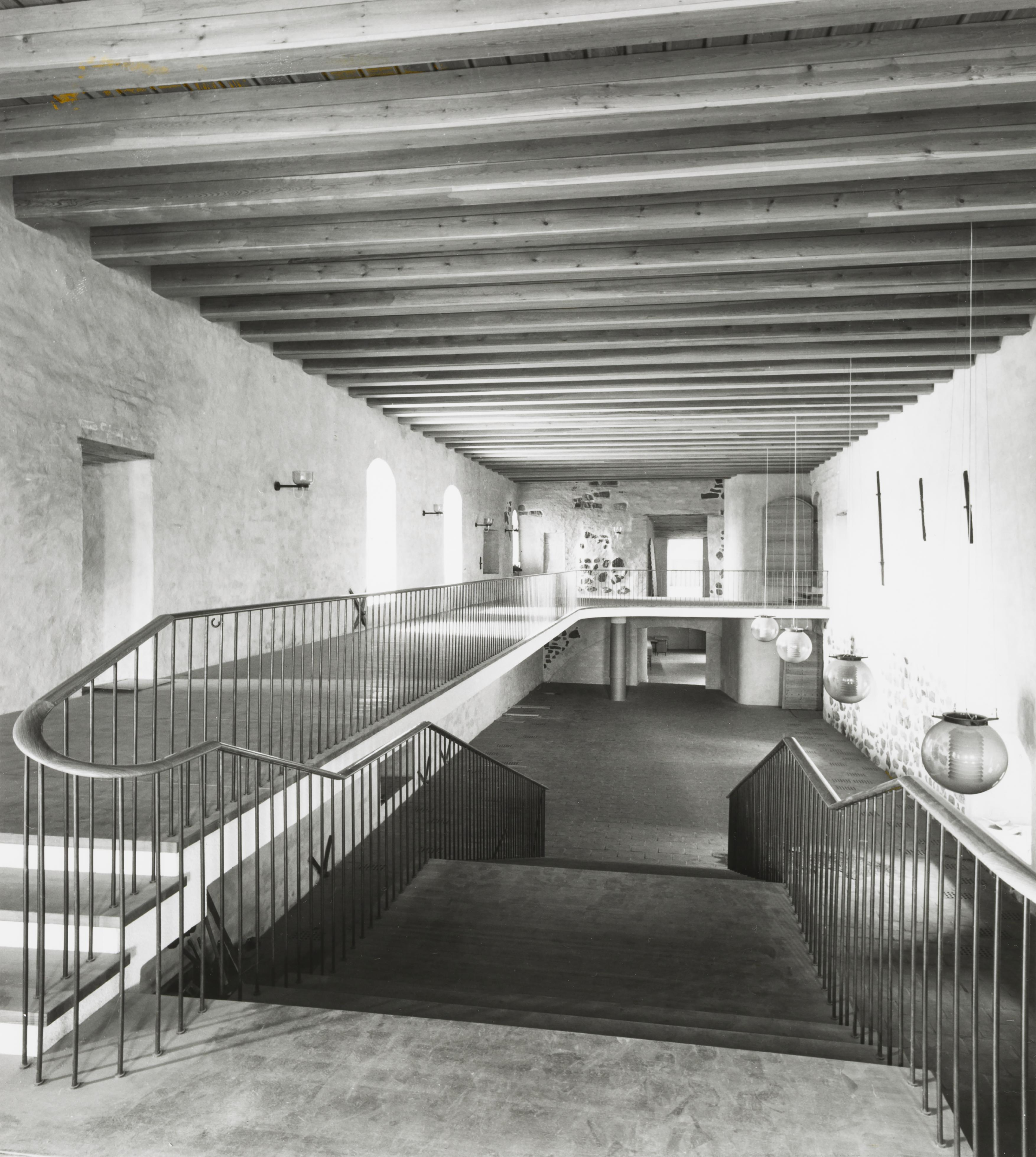
Burg Turku, Eingangshalle
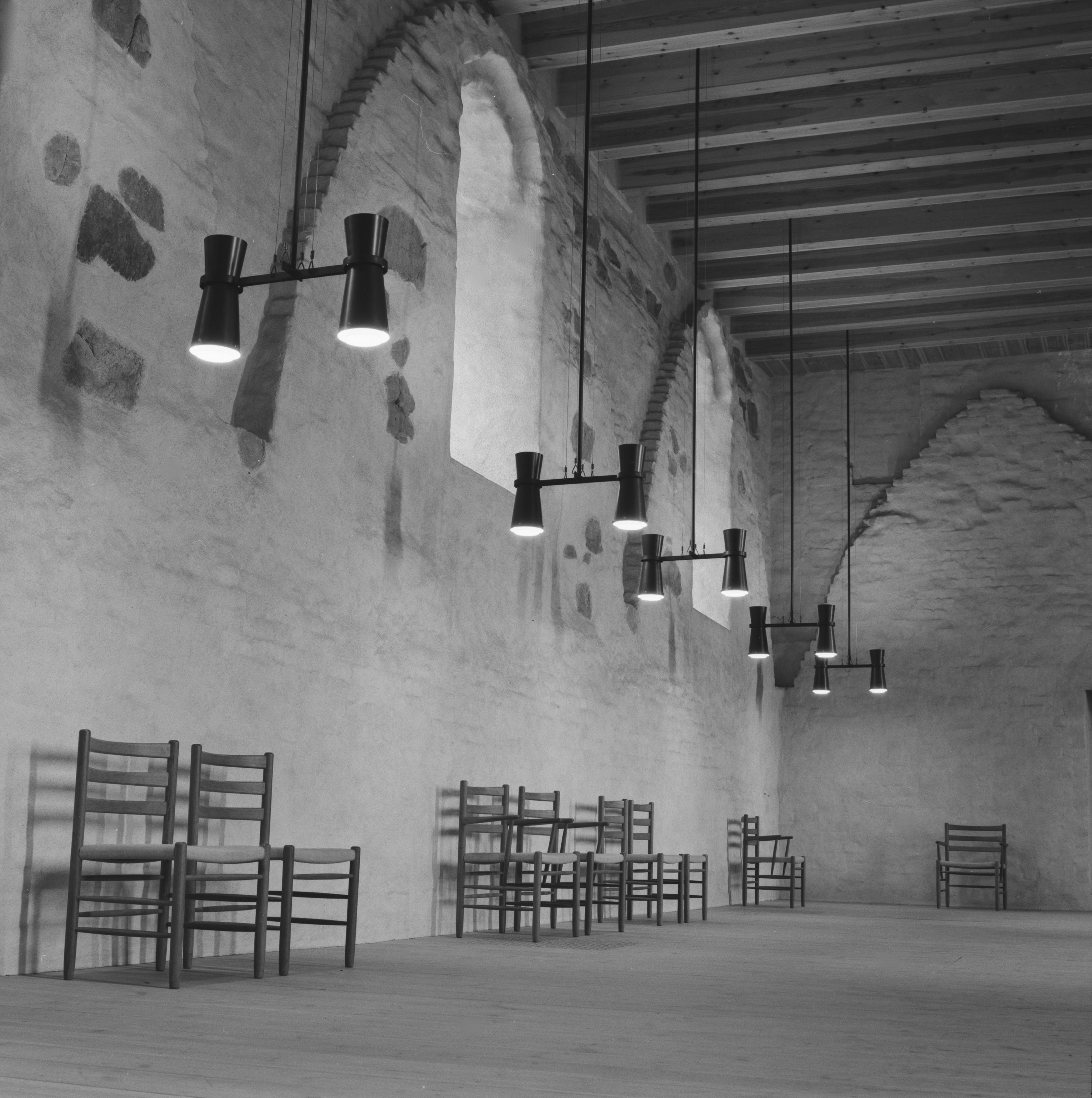
Burg Turku, Saal
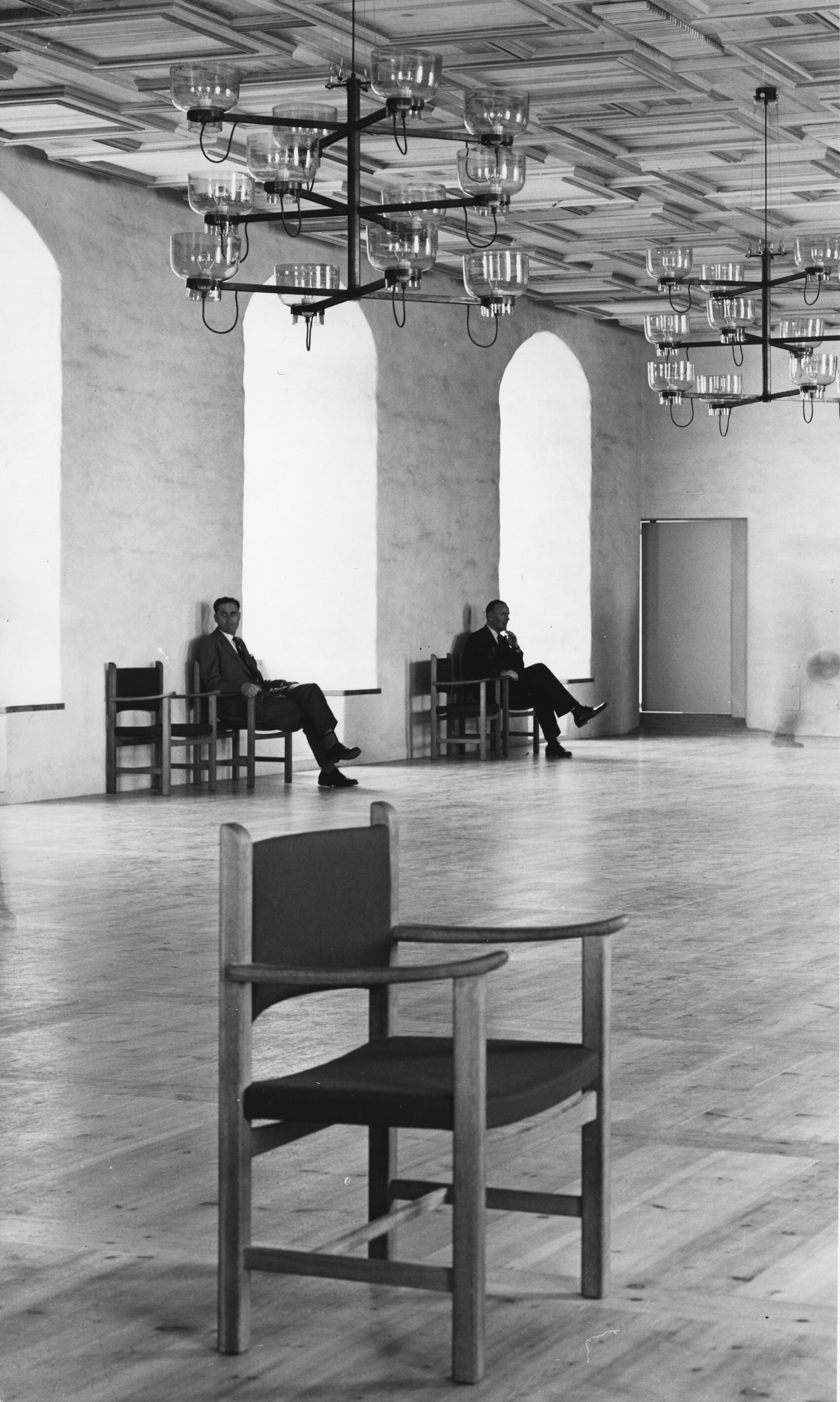
Burg Turku, Königssaal
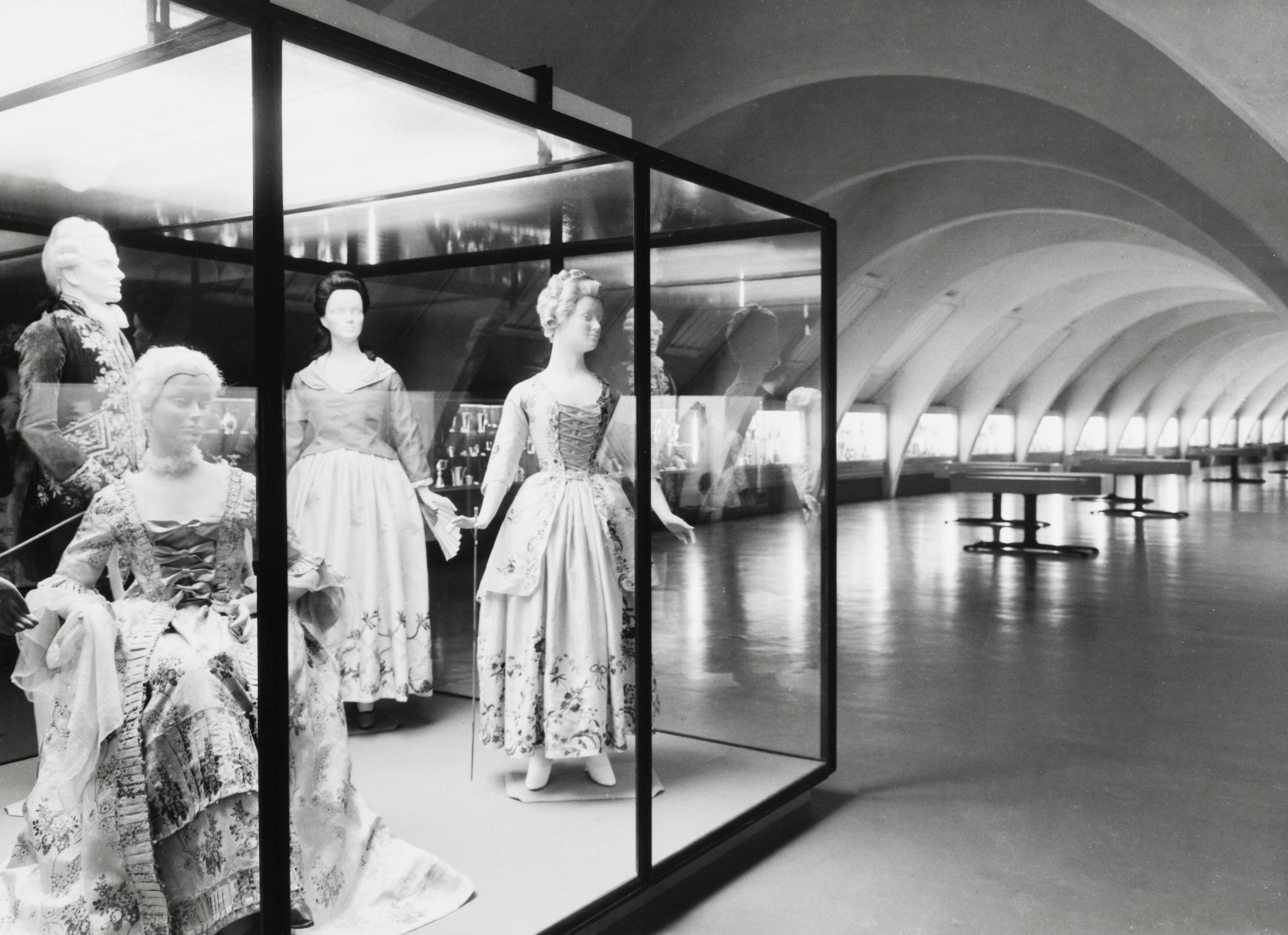
Burg Turku, nördliche Ausstellungshalle
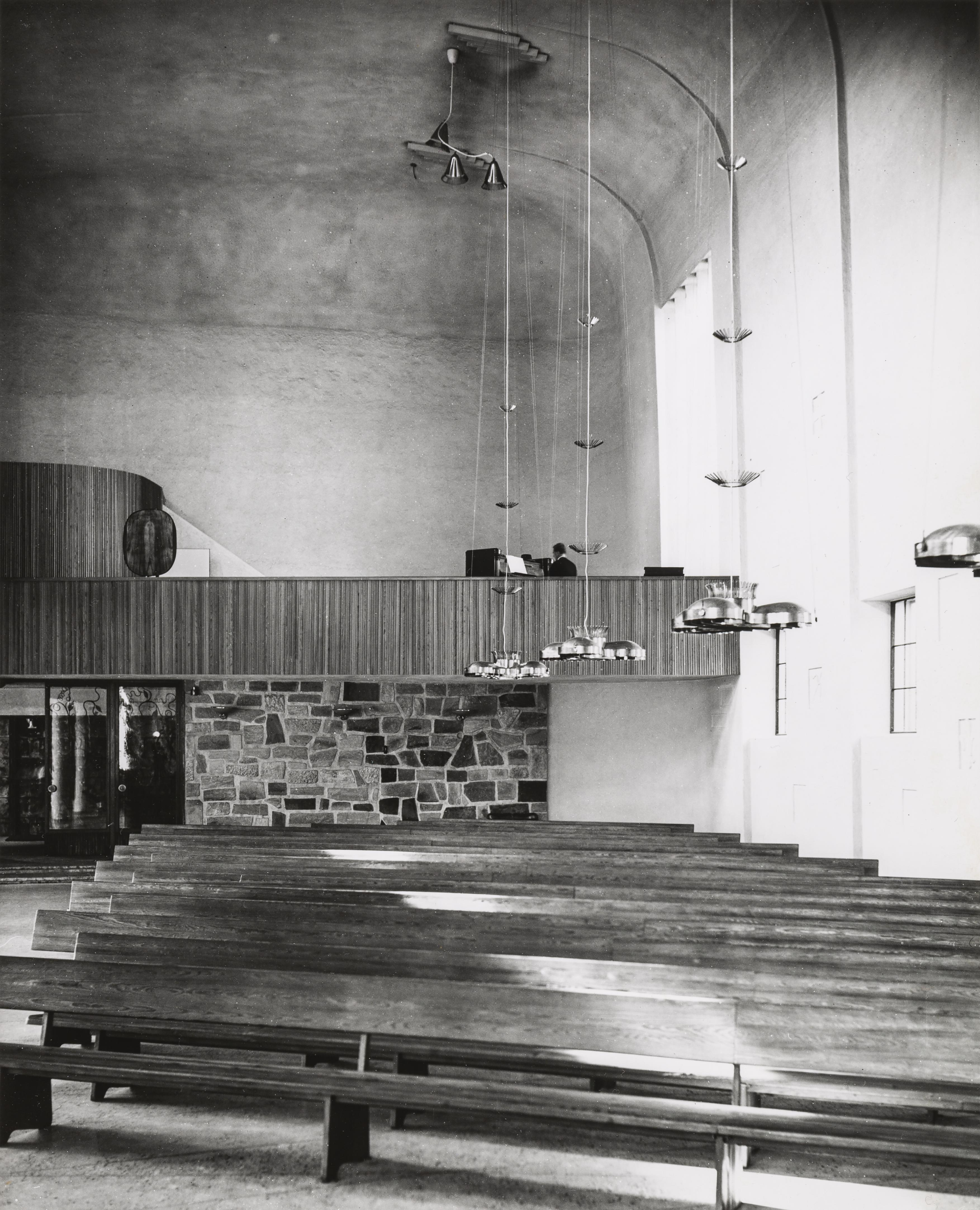
Auferstehung-Kapelle Turku
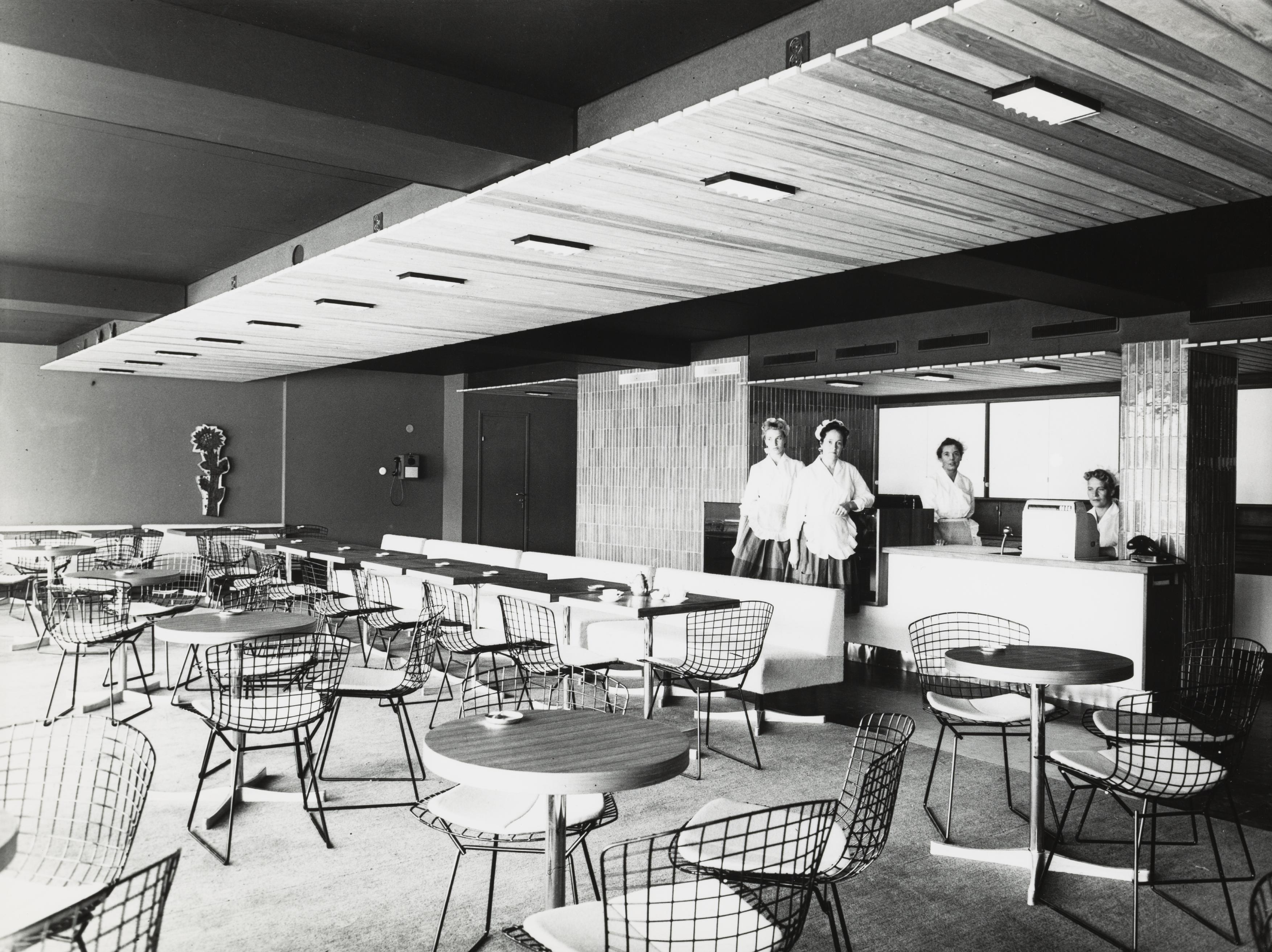
Konditorei Schmandt
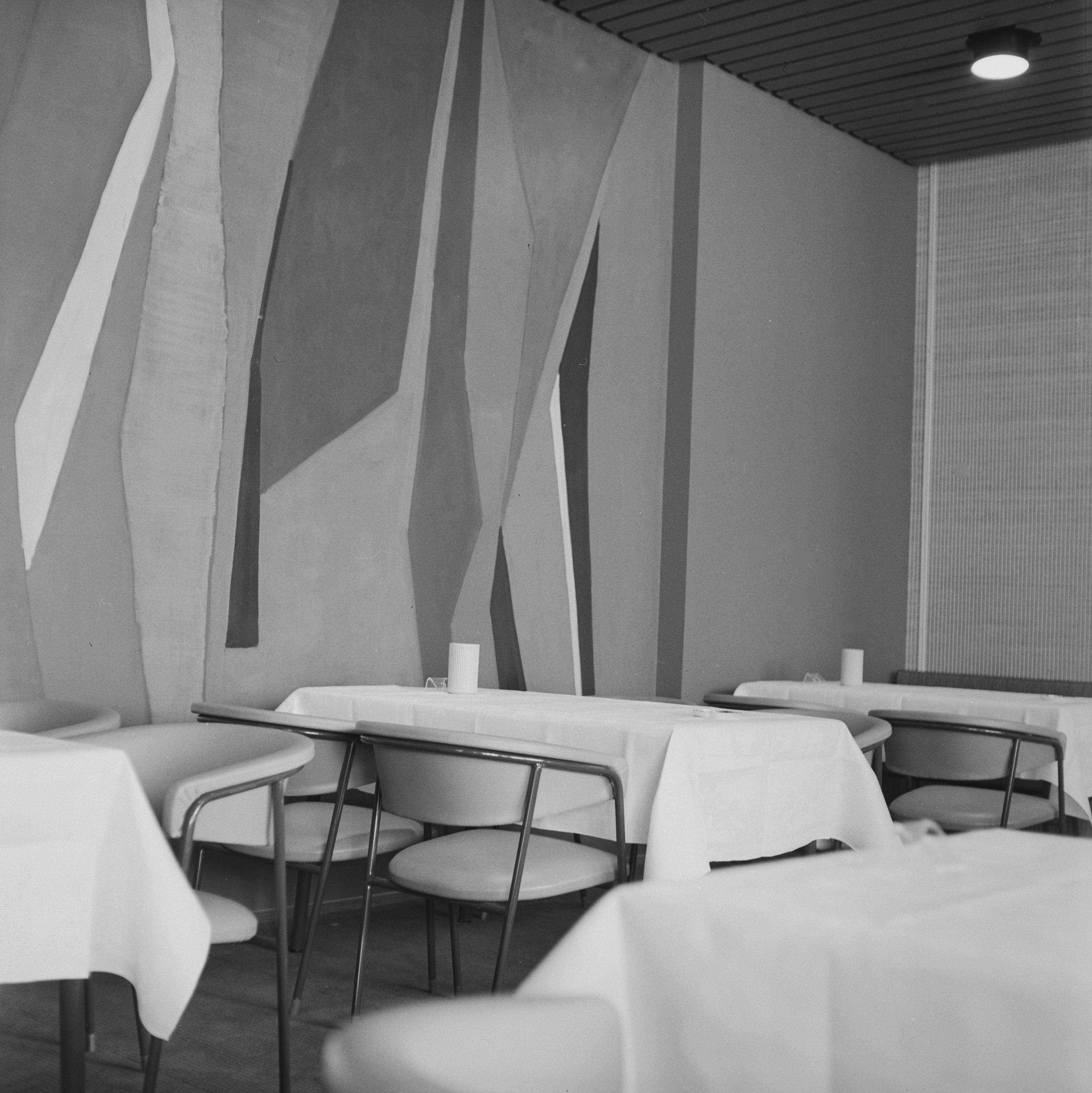
Hotel Turku, Restaurant
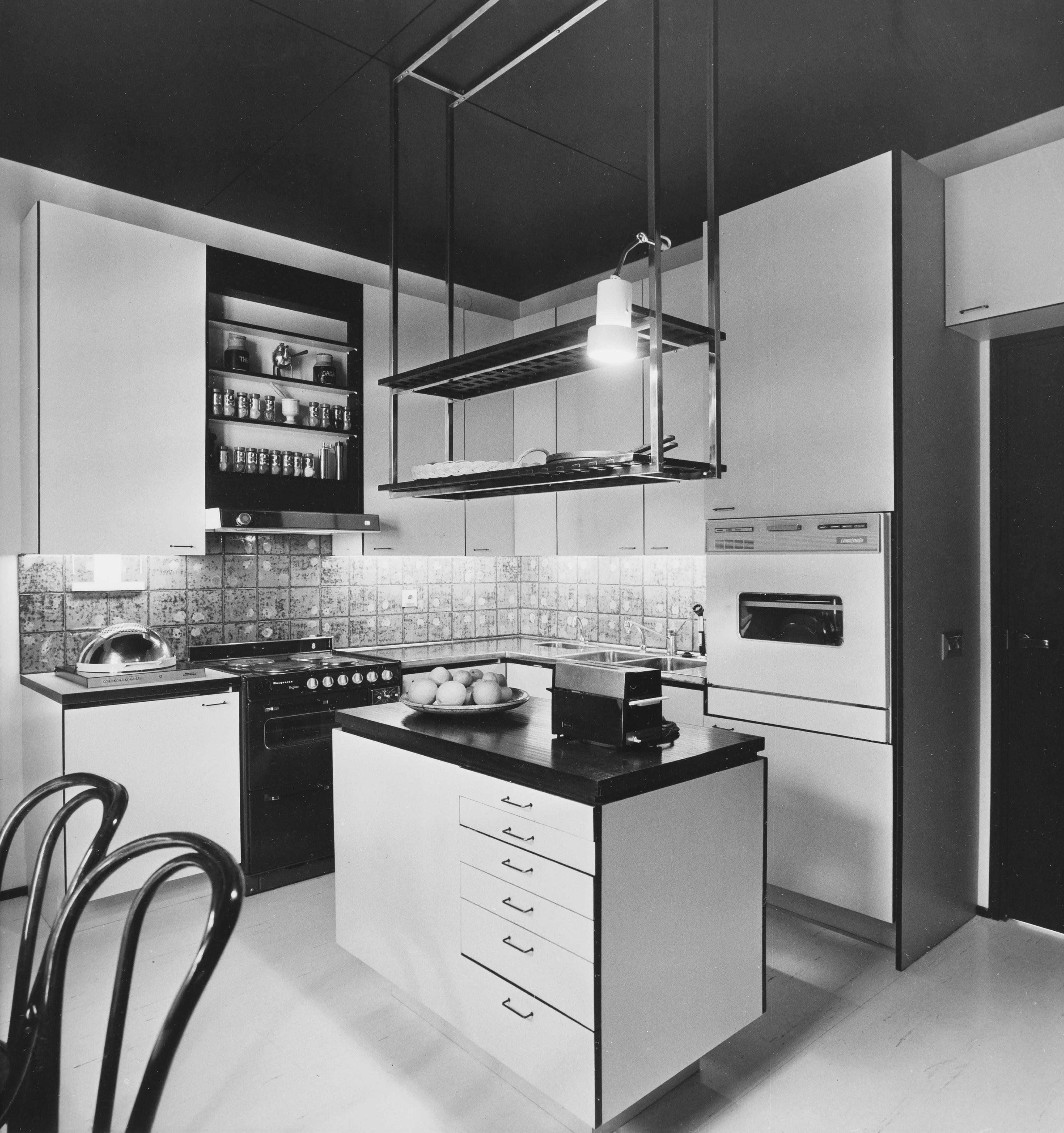
Kücheneinrichtung
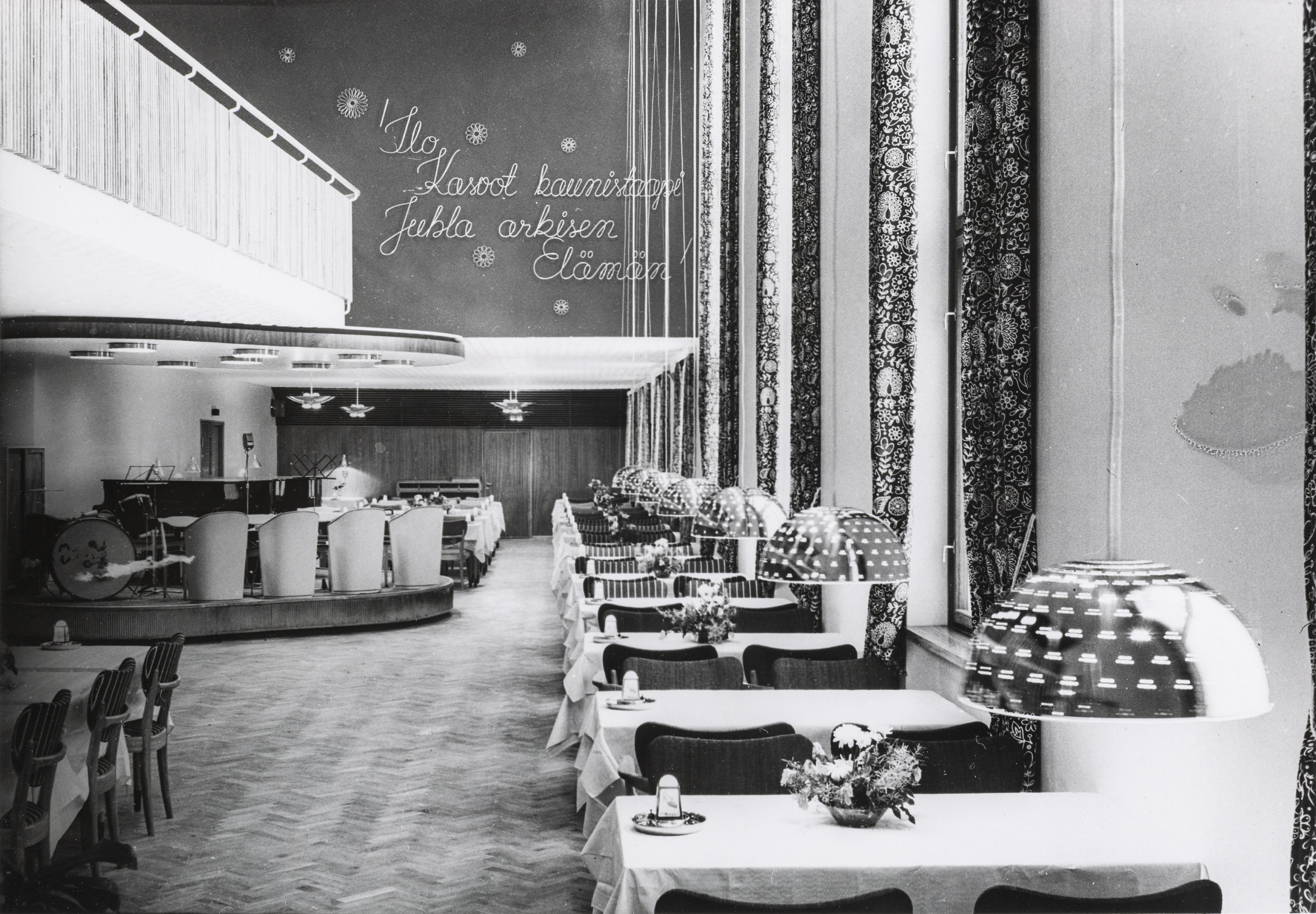
Restaurant Itämeri
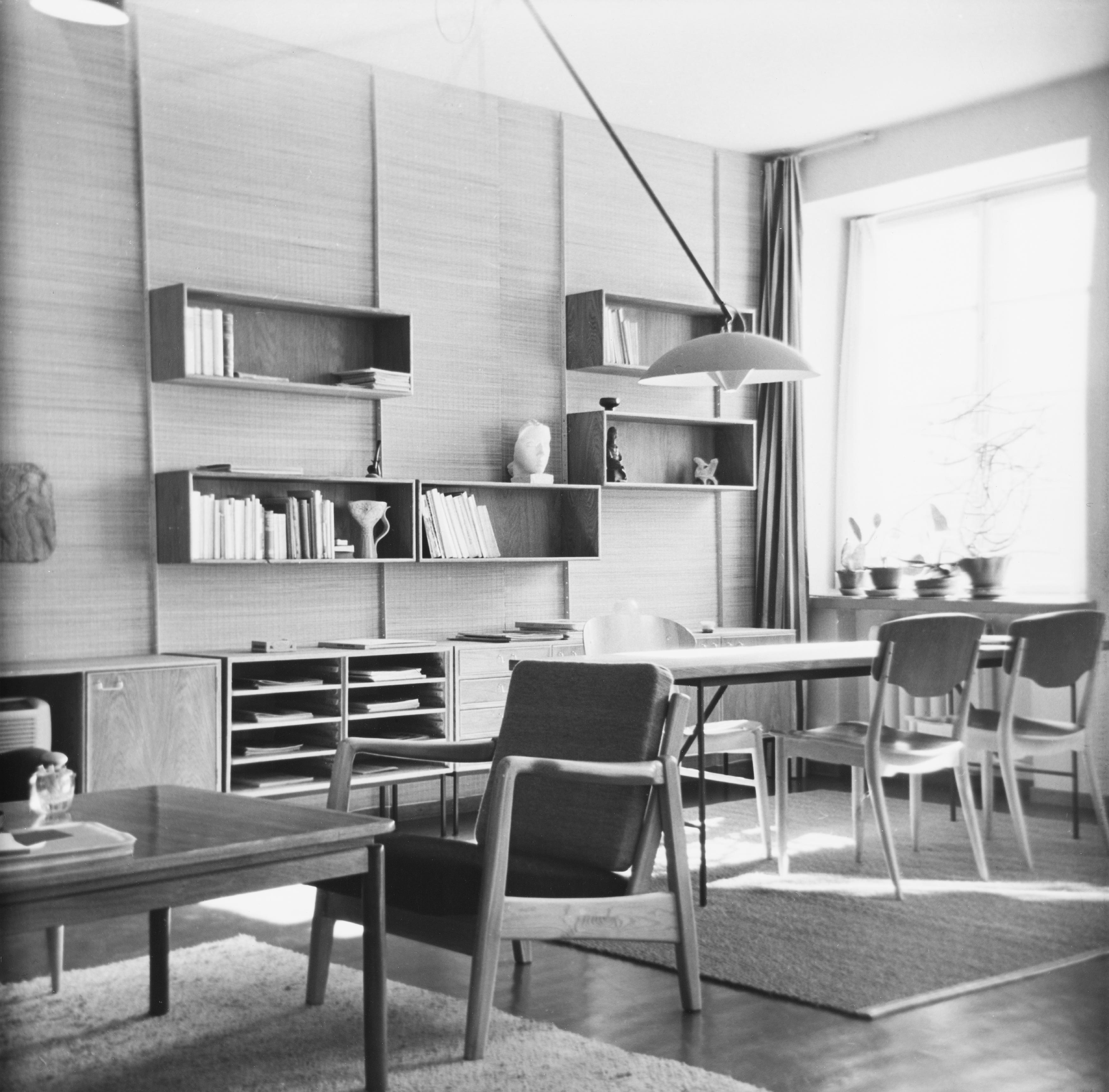
Wohnzimmer
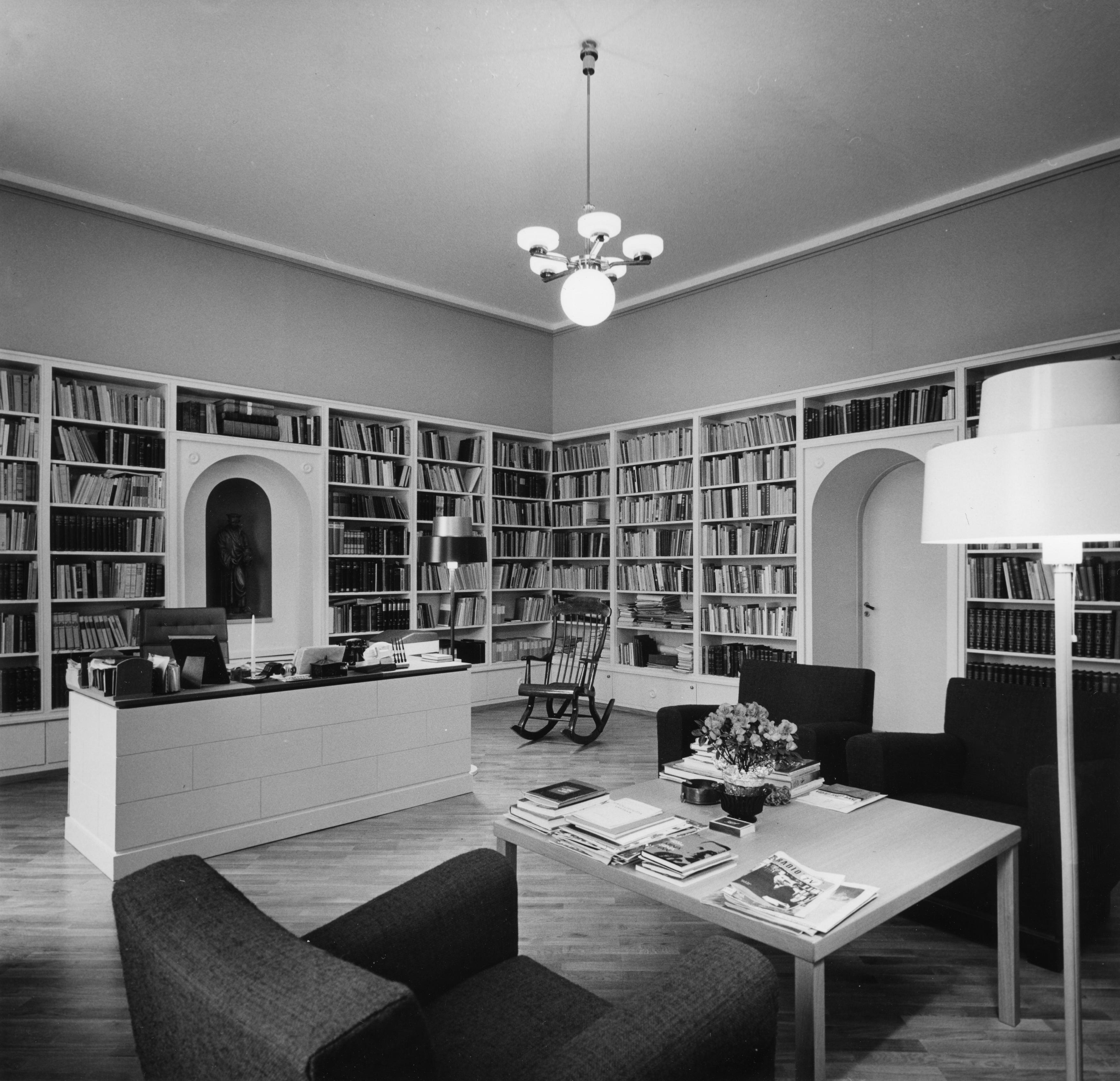
Residenz des Erzbischofs
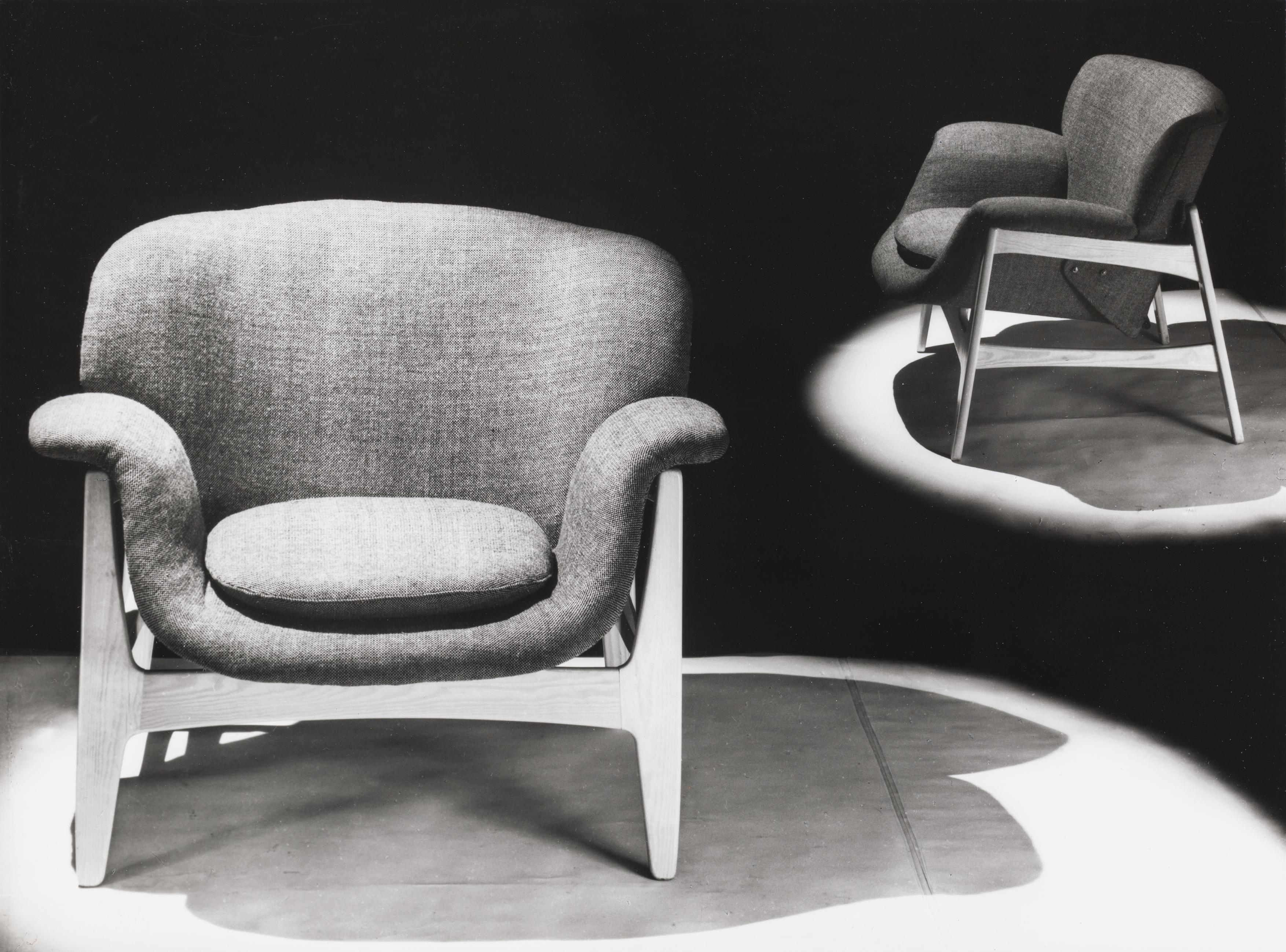
Gepolsterter Stuhl
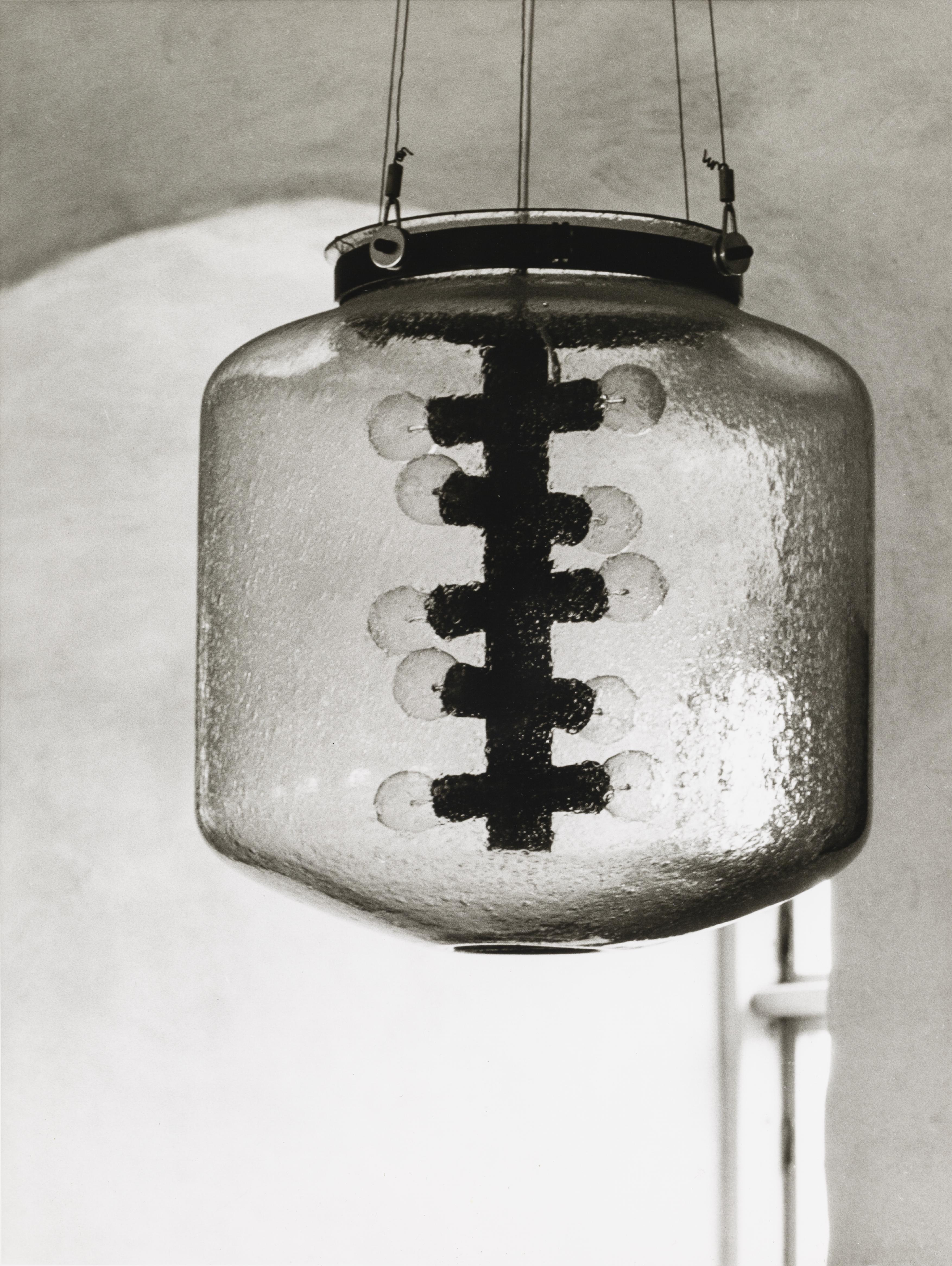
Beleuchtung
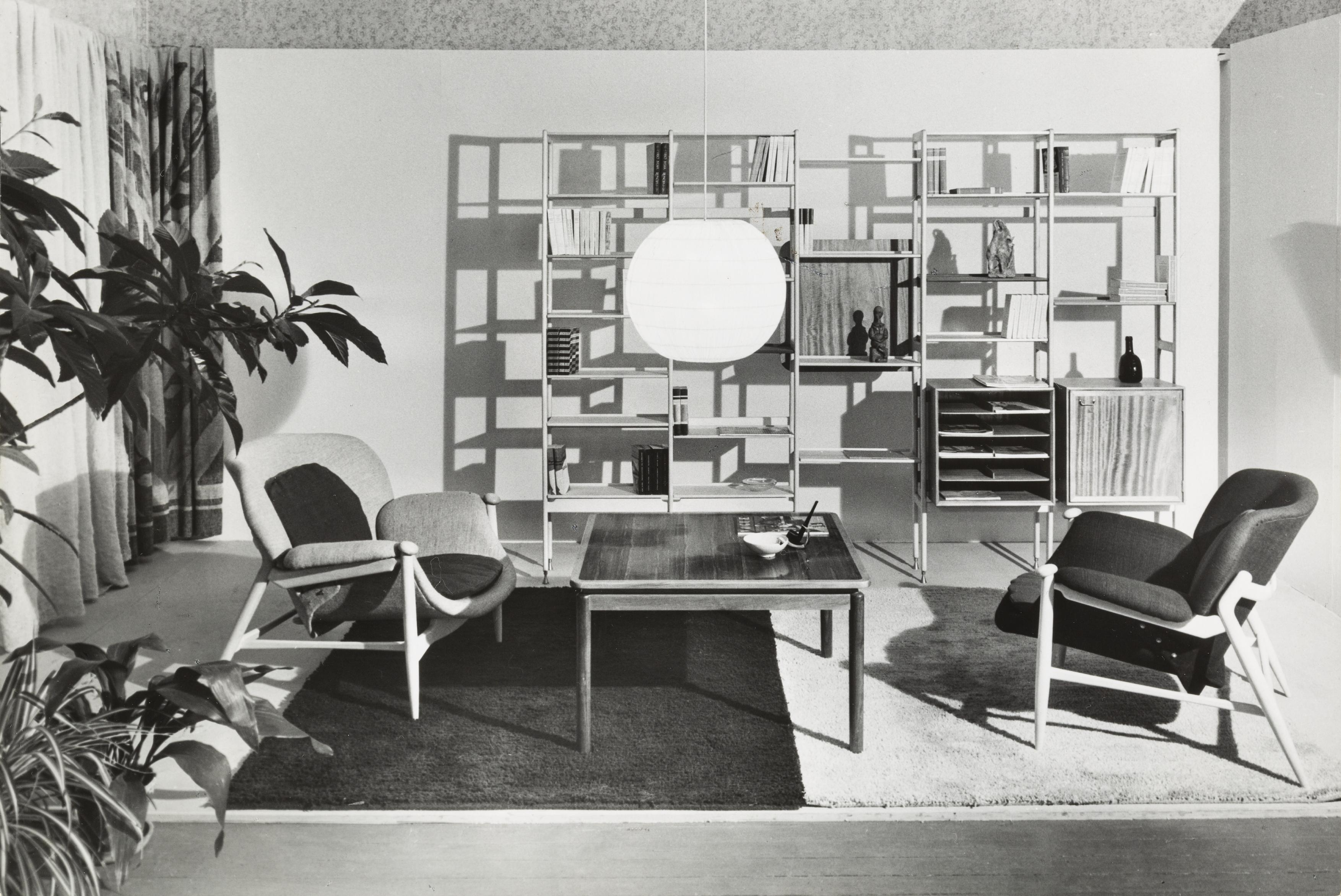
Ausstellung für Kunst und Industrie in Helsinki 1950

## Werke (Auswahl)
- 1930er: chairs[4]
- 1940er: „SAB“ lounge chair[5]

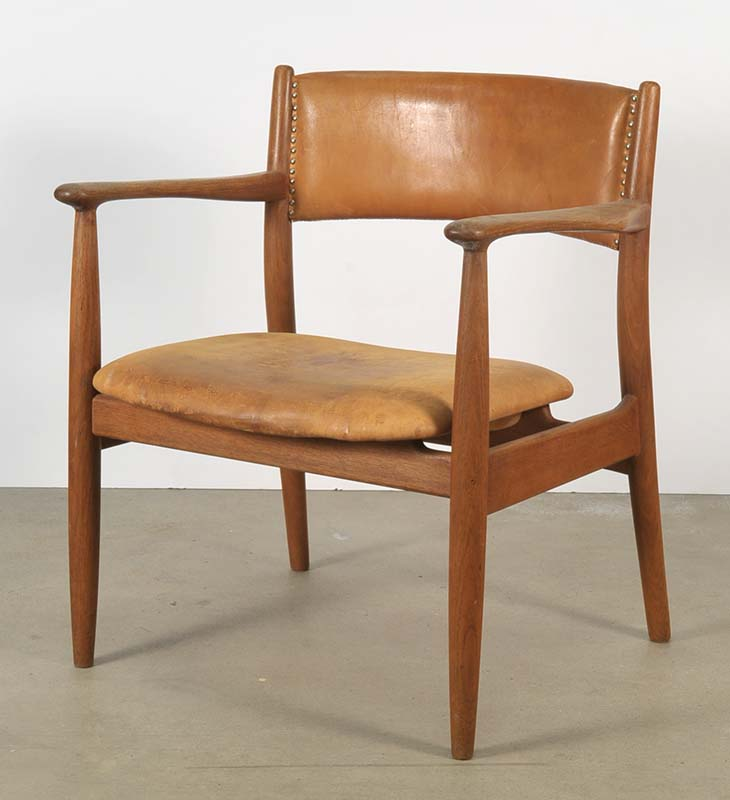
Stuhl von Designerin Carin Bryggman

- 1950er: Shearling-covered Armchair[6]
- 1950er: Sessel für Kirjopuu[7]
- 1950er: ST- furniture' cabinet and night stands for S. Toivasen Puutyötehdas, Turku[8]
- ohne Jahr: An adjustable book shelf[9]
- ohne Jahr: Bench seat[10]

## Auszeichnungen
- 1961 Finnischer Orden der Weißen Rose (R FVR 1)[11]
- 1982 Finnischer Staatspreis für Design[3]
- 1986 Svenska Kulturfonden award[3]
- 1986 Ehrenmitglied der Finnischen Vereinigung der Innenarchitekten SIO[3]
- 1987 Aurora-Medaille des Regionalrats von Südwestfinnland[3]
- Kunstpreis der Stadt Turku[3]

## Ausstellungen (Auswahl)
- 2020/21: Ausstellung Interior designer Carin Bryggman 100 years, Burg Turku[3][12]